# Abomey-Calavi
Abomey-Calavi är en stad och kommun i departementet Atlantique i södra Benin. Den är en förort till Cotonou, som är landets största stad och belägen ett par mil söderut, och ligger vid Nokouésjöns västra kust. Befolkningen uppgick till 117 824 invånare vid folkräkningen 2013. Hela kommunen, som bland annat även omfattar den större orten Godomey, hade 656 358 invånare samma år, på en yta av 650 km².

## Arrondissement
Abomey-Calavi är delat i nio arrondissement: Abomey-Calavi, Akassato, Godomey, Glo-Djigbé, Hévié, Kpanroun, Ouédo, Togba och Zinvié.